# Ashlee Simpson
Ashlee Simpson-Wentz, ameriška gledališka, filmska in televizijska igralka, pop pevka, plesalka ter tekstopiska, * 3. oktober 1984, Waco, Teksas, Združene države Amerike.
Ashlee Simpson-Wentz, ki je mlajša sestra pop pevke Jessice Simpson, je svoj preboj v svet glasbe doživela sredi leta 2004, ko je izdala svoj debitanski glasbeni album Autobiography in začela s snemanjem lastne resničnostne oddaje The Ashlee Simpson Show. Prejela je več kritik s strani občinstva, ko je eno izmed svojih pesmi v oddaji Saturday Night Live zapela na playback v oktobru 2004. Posnetek se je začel predvajati, ona pa ni pela in pustila člane njene glasbene skupine same na odru. Po turneji v Severni Ameriki in več posnetih filmih je Ashlee Simpson v oktobru 2005 izdala svoj drugi glasbeni album, imenovan I Am Me. Njen tretji glasbeni album, Bittersweet World, je izšel v aprilu 2008. Mesec dni kasneje se je Ashlee Simpson poročila z glasbenikom Peteom Wentzom in par je sporočil, da pričakujeta svojega prvega otroka. 20. novembra 2008 je Ashlee Simpson-Wentz rodila dečka, ki sta ga zakonca poimenovala Bronx Mowgli Wentz.

## Zgodnje življenje
Ashlee Simpson-Wentz se je rodila kot Ashlee Nicole Simpson v Wacu, Teksas, Združene države Amerike in bila vzgojena v Richardsonu, Teksas. Je druga hči Joeja Truetta Simpsona, bivšega baptistskega duhovnika, ki je danes njen menedžer ter njegove žene Tine Ann Drew. Šolala se je na šoli Prairie Creek Elementary. Od svojega tretjega leta dalje se je učila klasičnega baleta in nazadnje postala plesalka. Pri enajstih letih so jo sprejeli na šolo School of American Ballet v New Yorkju.. Okrog tistega časa je trpela zaradi motnje hranjenja; vse skupaj je trajalo kakšnih šest mesecev, vendar so se njeni starši odločili poiskati pomoč. Po tem, ko je njena sestra Jessica podpisala pogodbo z neko založbo, se je družina Simpson preselila v Los Angeles, Kalifornija, kjer se je Ashlee začela pojavljati v raznih televizijskih reklamah.

## Kariera

### Zgodnja leta
Ko je Jessica Simpson postala zvezda po izidu njenega prvega albuma, je Ashlee postala ena izmed njenih plesalk iz ozadja. Kasneje se je začela pojavljati v raznih filmih in televizijskih serijah, vključno z eno epizodo v televizijski seriji Glavca leta 2001 in manjšim pojavom v filmu Vroča bejba iz leta 2002. Imela je tudi stransko vlogo v dramski družinski televizijski seriji Sedma nebesa za katero je med letoma 2002 in 2004 posnela devetintrideset epizod.
Ashlee Simpson je leta 2002 posnela pesem, imenovano »Christmas Past, Present and Future«, ki je bila izdana na prazničnem glasbenem albumu School's Out! Christmas, kasneje pa je leta 2004 in 2005 ponovno izšla na albumu Radio Disney Jingle Jams. Poleti leta 2003 je izdala pesem naslovljeno kot »Just Let Me Cry« za soundtrack filma Odštekani petek z Lindsay Lohan in Jamie Lee Curtis. Nazadnje je Ashlee Simpson podpisala pogodbo z založbo Geffen Records.

### Debitanski album in resničnostna oddaja (2004)
Ashlee Simpson-Wentz se je občasno pojavljala v resničnostni oddaji Newlyweds: Nick and Jessica, ki je govorila o zakonskem življenju Jessice Simpson in njenega kasnejšnjega moža Nicka Lacheyja. Da bi zgradila še lastni uspeh, je Ashlee Simpson začela s snemanjem svoje resničnostne oddaje, imenovane The Ashlee Simpson Show, ki se je predvajala ob istem času, kot Newlyweds, vendar po tem, ko se je ta že nehala predvajati. Njena naslovna pesem je bil glavni singl iz albuma Autobiography. V Združenih državah Amerike je med poletjem leta 2004 izhajala po osem epizod tedensko (druga sezona se je predvajala med januarjem in marcem leta 2005). Serija je obravnavala procese pisanja, snemanja in izvajanja glasbe Ashlee Simpson in njene vidike zasebnega življenja.
Prvi glasbeni album Ashlee Simpson-Wentz, imenovan Autobiography, je v juliju leta 2004 v ZDA pristal na prvem mestu lestvice Billboard 200 z okoli 398.000 prodanimi kopijami izvodov. Album je prejel tri platinaste certifikacije v septembru tistega leta. Simpsonova je sodelovala pri pisanju vseh pesmi na albumu, v nekem intervjuju pa jih je opisala kot pesmi, ki so »zelo resnične za moja čustva«, vendar so bile ocene albuma s strani glasbenih kritikov različne. Rolling Stonov Peter Relic je album Autobiography označil za »vsakdanjo mešanico avrilskega otročjega popa in trdega rocka Sheryl Crow.« E! Online je napisal: »Tudi če te ne osupi, te Autobiography preseneti.« Singl, ki je predstavljal album, »Pieces of Me,« je bil eden izmed največjih uspešnic poletja v Združenih državah Amerike in bil prodajan še marsi kje drugje. Kakorkoli že, singla, ki sta mu sledila (»Shadow« in »La La«) sta bila veliko manj uspešna.
Ko je velikokrat nastopila v živo, je Ashlee Simpson nastopala z bandom iz ozadja. Med letoma 2004 in 2006 so ga sestavljali Ray Brady (kitara), Braxton Olita (kitara), Joey Kaimana (bas kitara — od leta 2004 do leta 2005 ga je zamenjal Zach Kennedy), Chris Megert (klaviature in vokali — od pozno leta 2004 do leta 2005 ga je zamenjala Lucy Walsh) in Chris Fox (bobni).
Poleg tega, da je izdala svoj prvi samostojni glasbeni album, je Ashlee Simpson zapela tudi božično pesem »Little Drummer Boy« v duetu z Jessico Simpson za njena album Rejoyce. Pesem sta skupaj zapeli na ABC-jevem delu serije Nick & Jessica's Family Christmas.
8. avgusta 2004 je na podelitvi nagrad Teen Choice Awards prejela nagrado v kategoriji za »Izbiro pesmi poletja« za svojo pesem »Pieces of Me,« ter nagrado v kategoriji za »Izbiro novega obraza«. Poleg tega je dobila nagrado Billboard Award za »Najboljšo novo žensko ustvarjalko leta« v decembru, istega meseca pa jo je revija Entertainment Weekly imenovala za eno izmed njihovih »zvezd preboja leta 2004«. Ashlee Simpson je bila tudi ena izmed voditeljic prireditve Dick Clark's New Year's Rockin' Eve skupaj z Regisom Philbinom (nadomeščal je Dicka Clarka) ob koncu leta, kjer je nastopila s tremi svojimi pesmimi.

#### Incident naSaturday Night Live
Ashlee Simpson se je kot glasbeni gost pojavila v epizodi 568 televizijske serije Saturday Night Live (23. - 24. oktober 2004) in, kot je v navadi pri tej seriji, nameravala nastopiti z dvema singloma. S prvo pesmijo, »Pieces of Me,« je nastopila brez problemov. Kakorkoli že, ko je začela peti drugo pesem, »Autobiography«, se je spet začelo slišati besedilo pesmi »Pieces of Me« - še predenj je mikrofon ponesla k obrazu. Ashlee Simpson je začela improvizirati, ko je spoznala neprijetno napako, nazadnje pa je zapustila oder in na njem člane njene glasbene skupine pustila same. Pred koncem oddaje se je Ashlee Simpson skupaj z Judeom Lawom, takratnim gostiteljem serije, pojavila na odru in dejala: »Zelo mi je žal. Moj band je začel igrati napačno pesem in nisem vedela, kaj naj storim.«
25. oktobra 2004 je bila Ashlee Simpson povabljena v glasbeno oddajo, imenovano Total Request Live in tam pojasnila komplikacije, ki naj bi izhajale iz hude bolezni, ki je bila prikazana tudi v oddaji The Ashlee Simpson Show in zaradi katere je popolnoma izgubila glas, njen zdravnik pa ji je priporočil, naj ne poje. Zaradi tega naj bi njen oče želel, da v oddaji Saturday Night Live ne poje v živo. O incidentu je Ashlee Simpson povedala: »Popolnoma sem se osmešila.« Povedala je tudi, da je bobnar pritisnil na napačen gumb in zaradi tega se je začela predvajati napačna melodija. Med podelitvijo nagrad Radio Music Awards 25. oktobra 2004 se je Ashlee Simpson za šalo pretvarjala, da je naredila enako napako kot v oddaji SNL, vendar je nato v živo nastopila s pesmijo »Autobiography«. 31. oktobra tistega leta je CBS-jev program 60 Minutes objavil posnetek z vaje Ashlee Simpson pred nastopom na SNL, ki je razkril njeno slabo kontrolo nad glasom.
Incident se je pokazal tudi v serijah MADtv in Family Guy (v epizodi »Brian Goes Back to College«). V tej epizodi Ashlee Simpson začenja oponašati pesem, ko se ta spremeni v »Ol' Man River«.
Jeannette Walls je incident na SNL primerjala z nesrečo Milli Vanilli iz leta 1990, ko je med nastopom v živo na MTV-ju njena pesem preskočila na drugo in so tako odkrili, da ne poje v živo.
The New York Times je napisal, da večkrat videni incident Ashlee Simpson v oddaji SNL »lahko postane najboljši videospot tega leta,« hkrati pa so objavili tudi: »Ena izmed najbolj popularnih novih zvezd leta 2004 se izkaže za ... za kaj natančno?«
V naslednjem letu je Ashlee Simpson še enkrat nastopila v oddaji Saturday Night Live in nastopila s singloma »Boyfriend« in »Catch Me When I Fall« iz njenega albuma I Am Me. Z obema pesmima je nastopila brez problemov.

### Nastop na Orange Bowl in prva turneja (zgodaj 2005)
4. januarja leta 2005 je Ashlee Simpson nastopila s pesmijo »La La« med polčasom oddaje 2005 Orange Bowl v Miamiju, Florida; po njenem nastopu se je veliko od 72.000 gledalcev negativno odzvalo na njen nastop. Nekateri so dejali, da je Kelly Clarkson pred Ashlee Simpson nastopila z veliko bolj pozitivno sprejetim nastopom in povedali, da je bil nastop Ashlee Simpson zelo slab in da je veliko tonov zgrešila.
Po nastopu na Orange Bowlu je po internetu začela krožiti peticija na PetitionOnline.com, ki je javnost spraševala, ali naj Ashlee Simpson preneha s svojo glasbeno kariero. Stran PetitionOnline.com je v tistem času postala ena najbolj obiskanih spletnih strani. Ashlee Simpson je kasneje dejala: »Saj je v redu. Ni vam treba vedno biti oboževalec glasbe vsakogar.« Dejala je tudi, da s strani oboževalcev dobiva podporo. Okrog enakega časa, kot je po internetu krožila peticija, je revija Cosmopolitan v izidu februarja 2005 Ashlee Simpson imenovala za »zabavno in neustrašno žensko leta.«
Prva turneja Ashlee Simpson v ZDA (ki je vključevala tudi dva koncerta v Kanadi) je trajala od srede februarja 2005 do poznega aprila tistega leta, pri njej pa sta sodelovala tudi banda Pepper's Ghost in The Click Five. Glavni material za turnejo je bil album Autobiography, vendar je Ashlee Simpson nastopila tudi z naslednjimi pesmimi: z lastno neizdano pesmijo »Hollywood«, s The Pretendersovo pesmijo »Brass in Pocket,« s pesmijo glasbene skupine Blondie »Call Me« in s pesmijo Madonne, »Burning Up.« Ashlee Simpson je dejala, da bo turneja potekala brez uporabe pirotehnike in da »bomo na odru samo jaz in moj band, da se bomo zabavali.« V marcu leta 2005 je Ashlee Simpson objavila, da se bo oddaja The Ashlee Simpson Show končala ob koncu druge sezone, zadnja epizoda pa je izšla še tisti mesec.

### Filmi, drugi glasbeni album in teater (2005–2006)
Ashlee Simpson je imela stransko vlogo navdihujoče igralke po imenu Clea v Undiscovered, originalno naslovljenem Wannabe, neodvisnem filmu, ki je izšel avgusta 2005. Ashlee Simpson je svoje scene posnela pozno leta 2004. Med tem, ko je Ashlee Simpson za svoj nastop prejela sprejmljive ocene s strani filmskih kritikov, je film negativne ocene in se ni uvrstil med prvih deset najbolje prodajanih filmov tistega tedna, saj je zaslužil le 676.048 $. Za nastop si je prislužila nominacijo za Zlato malino v kategoriji za »najslabšo stransko igralko.«
Drugi glasbeni album Ashlee Simpson, I Am Me, je v Združenih državah Amerike izšel 18. oktobra 2005. Ashlee je dejala, da je želela izboljšati občutek glasbe iz osemdesetih na njenem albumu, ki pa ne bo enak, kot njen prvenec, saj se bo bolj osredotočil nanjo, ne na njena razmerja. Album I Am Me je pristal na prvem mestu lestvice Billboard 200 z okroglimi 220.000 prodanimi kopijami izvodov, vendar se je prodaja hitro poslabšala; do aprila 2006 je prodal manj kot 900.000 kopij v Združenih državah in 3 milijone kopij po svetu, po podatkih njene biografije. Prvi singl albuma, »Boyfriend,« se je uvrstil med prvih dvajset pesmi na lestvici Billboard Hot 100 in podobne rezultate dosegel tudi vsepovsod drugod. Drugi singl albuma, »L.O.V.E.,« se je v Združenih državah Amerike uvrstil med prvih petindvajset najboljših pesmi, dobil pa je tudi remix R&B/hip-hop pevke Missy Elliott in videospot; to je bil najbolj uspešen videospot na Total Request Live.
Ashlee Simpson je s koncertno turnejo pričela v poznem septembru v Portlandu, Oregon, 8. oktobra pa se je pojavila v epizodi oddaje SNL za promoviranje svojega albuma. Najprej je nastopila z balado »Catch Me When I Fall,« ki je bila napisana na podlagi njene izkušnje v oddaji SNL. Po svojem drugem nastopu se je zahvalila gneči. V sredi decembra tistega leta je Ashlee Simpson po nastopu na Japonskem propadla, verjetno zaradi izčrpanosti. Bila je na kratko hospitalizirana, posledica tega pa je bilo to, da je odpovedala nastop na podelitvi nagrad Radio Music Awards.
Ashlee Simpson in njena sestra sta se načrtovali pojaviti na reviji Rolling Stone s slikami, ki jih bo posnel David LaChapelle v letu 2005, vendar sta zaradi koncepta dejali, da bi jima bilo neprijetno sodelovati s fotografom, kot je LaChapelle zaradi njegovih idej. Kasneje, zgodaj leta 2006, je LaChapelle priredil tiskovno konferenco, kjer je Ashlee in Jessico Simpson označil za »vse, kar je narobe z glasbo.« LaChapelle je dejal, da se je samo trudil, da bi »Simpsonovi na slikah izgledali v redu. Zdaj vem, da je to nemogoča naloga.« LaChapelle je načrtoval, da bi se dekleti prikazali kot »slabi in umazani«, snemali pa naj bi s kačami.
Ashlee Simpson se je v decembru 2005 in januarju 2006 skupaj s sestro Jessico pojavila na naslovnici revije Teen People, njena slika pa je bila objavljena tudi v revijah kot so Blender (december 2005), Cosmopolitan (januar 2006), Seventeen (marec 2006), Elle (marec 2006), Jane (april 2006), Teen People (junij/julij 2006; takrat se je tudi uvrstila na njihovo lestvico »25 najprivlačnejših zvezdnikov pod petindvajsetim letom«), Marie Claire (julij 2006) in CosmoGirl (september 2006).
Ashlee Simpson je zmagovalka MTV-jevega tekmovanja slavnih, imenovanega tudi Kelly Slater, na katerem so z njo tekmovale tudi slavne osebe, kot so Meagan Good, Jack Osbourne (njen glavni tekmovalec med tekmovanjem), Ashley Parker Angel in Tony Hawk. Tekmovanje je bilo del promocije MTV-jevega projekta 'Spring Break' iz marca leta 2006. 12. aprila tisetga leta je Ashlee Simpson vodila in nastopila na podelitvi nagrad MTV Australia Video Music Awards, kjer je hkrati tudi prejela dve nagradi in sicer v kategorijah za »najboljšo žensko ustvarjalko« in za »najboljši pop videospot« (za videospot njenega singla »Boyfriend«). Novi singl Ashlee Simpson, imenovan »Invisible,« je izšel v sredini leta 2006 in se uvrstil med prvih petindvajset pesmi na lestvici Billboard Hot 100. Ashlee Simpson je pričela s svojo turnejo, kjer je med drugim nastopila tudi Ashley Parker Angel, 5. junija 2006; nekaj časa sta na turneji nastopali tudi The Veronicas, vendar sta zaradi vokalnih problemov ene izmed njiju turnejo zapustili po nekaj koncertih.
Ashlee Simpson je po koncu turneje v poznem juliju 2006 dejala, da bo odšla na počitnice, si vzela čas za snemanje tretjega glasbenega albuma in se bolj posvetila svoji igralski karieri ter spet začela pregledovati scenarije za razne filmske vloge.
Ashlee Simpson je igrala vlogo Roxie Hart v celovečerni gledališki igri Chicago, ki so jo od 25. septembra do 28. oktobra tistega leta uprizarjali v Londonskem gledališču. Njen nastop v tej gledališki igri je eden izmed kritikov označil za »brezhibnega«.

### Bittersweet WorldinMelrose Place(2007–2009)
Novebra leta 2006 je Ashlee Simpson povedala, da bo kmalu prišla v stik s svojo založbo in začela delati na svojem tretjem glasbenem albumu. Med letom 2007 je snemala album, ki so mu nazadnje dodelili naslov Bittersweet World, s producenti Timbalandom, Kenno in Chadom Hugom. Dejala, da bo v album »vložila več duše« in da bo večji poudarek na kitarah.
Predsednik založbe Geffen, Ron Fair je v decembru 2006 dejal, da bo naslednji album Ashlee Simpson veliko ljudi »ukanil«, vendar bo Geffen vseeno delal z njo, saj »si zasluži biti slišana in si zasluži priložnost.« V marcu 2007 je v intervjuju z EW.com povedala, da na novem albumu dela z različnimi glasbeniki.
V oktobru tistega leta so povedali, da bo album izšel v prvi četrtini leta 2008. Albumov prvi singl, ki ga je produciral Timbaland, »Outta My Head (Ay Ya Ya)«, je izšel digitalno v decembru leta 2007.
V intervjuju z revijo Cosmogirl za številko iz decembra 2007/januarja 2008 (bila je tudi na naslovnici te revije) je Ashlee Simpson dejala, da ima »močnejšo vizijo« za ta album in da je samo sebe postavila na preizkus s tem, da »dela z novimi zvoki in novimi ljudmi«. Rezultat je opisala kot »zabaven album« z »neumno« stranjo. V zvezi s svojo prihodnostjo je dejala, da želi prevzeti nekaj manjših filmskih vlog in nazadnje upa dobiti nekaj večjih filmskih vlog. Povedala je tudi, da si želi dobiti več vlog v gledališču ter oblikovati svojo linijo oblačil.
Ashlee Simpson je album opisala kot album z vplivom glasbe iz osemdesetih, ki vsebuje pop rock glasbo. Nameravala je organizirati turnejo za promocijo albuma. Drugi singl iz albuma, »Little Miss Obsessive,« je izšel marca leta 2008.
Album Bittersweet World je v Združenih državah Amerike izšel 22. aprila 2008. Ocene s strani glasbenih kritikov so bile mešane. Kolekcija topov, ki jih je oblikovala Ashlee Simpson, so izšli preko Wet Seal 22. aprila v povezavi z izidom albuma.
Ashlee Simpson se je začela pojavljati v kanadskih reklamah za Zellers za promocijo njihove neodvisne linije oblačil, Request, v sredi leta 2008.
Ashlee Simpson-Wentz je povedala, da bo počakala, da bo njen sin nekaj let starejši, preden se ponovno vrne v glasbeno industrijo, saj bi turneje in promocije albuma pomenile, da bi se morala za nekaj časa ločiti od sina. Želi se osredotočiti na svojo igralsko kariero, kar ji hkrati omogoča, da več časa preživi s svojo družino.
18. marca leta 2009 se je Ashlee Simpson-Wentz skupaj s svojim možem pojavila v kriminalni televizijski seriji Na kraju zločina: New York. Igrala je dilerko po imenu Lila Wickfield v osemnajsti epizodi pete sezone, imenovani "The Point of No Return". To je bila njena prva igralska vloga po gledališki vlogi v igri Chicago.
Ashlee Simpson-Wentz je začela igrati v televizijski seriji Melrose Place, v kateri je zaigrala Violet Foster. Serija je CW-jeva verzija istoimenske serije iz devetdesetih. Simpsonova je sicer podpisala pogodbo za celotno serijo, vendar je serijo zapustila po trinajstih epizodah. Zaradi njenega nenadnega odhoda so se pojavile mnoge govorice. Nekateri so govorili, da je serijo zapustila zaradi maščevanja igralske zasedbe, drugi zaradi pomanjkanja sposobnosti in zaradi finančnih vprašanj. Ashlee Simpson-Wentz je dejala, da je vseskozi vedela, da bodo njen lik vpletli v zgodbo z umorom in da se njen lik ne bo več pojavil v seriji.
Njen zadnji pojav v seriji je bil v marcu 2010. Kasneje so razkrili, da je Ashlee Simpson odšla iz serije, ker naj bi ta potrebovala »nov obraz«, saj se je število gledalcev zmanjšalo.
5. novembra 2009 so sporočili, da bo Ashlee Simpson-Wentz nastopila v Broadwayski igri Chicago. 16. novembra tistega leta je to potrdila tudi sama. Gledališko igro so v Broadwayju začeli uprizarjati 30. novembra 2009 in šestkrat nastopila v New Yorku. Med tednom 7. februarja 2009 je sodelovala pri osmih predstavah.

### Četrti glasbeni album in prihodnji projekti (2010)
Po tem, ko je končala z uprizarjanjem gledališke igre Chicago je Ashlee Simpson-Wentz v nekem intervjuju povedala, da si bo vzela premor in preživela več časa s svojim sinom. Dejala je tudi, da je pripravljena na snemanje četrtega glasbenega albuma in da za navdih posluša glasbene skupine, ki so del založbe njenega moža. Kakorkoli že, povedala je tudi, da bo z igralsko kariero nadaljevala, vendar da želi v prihodnosti zaigrati v več komičnih vlogah.

## Glas
Ashlee Simpson pravi, da je bilo njeno otroštvo čas, ko je začela s petjem in priznava, da je vedno sanjala, da bi zaslovela z Broadwayjem in si ni nikoli predstavljala, da se bo prebila v pop glasbeno industrijo. Ima najetega lastnega učitelja petja in za navdih preučuje stare albume glasbenikov, kot sta Etta James in Aretha Franklin. V nekem intervjuju je Ashlee Simpson za glasbenike, ki so najbolj vplivali na njeno glasbo označila Joan Jett, Pat Benatar in Chrissie Hynde.

## Zasebno življenje in javna slika
Ko se je Ashlee Simpson prvič prebila v glasbeno sceno leta 2004, je imela javnost o njeni starejši sestri Jessici že oblikovano mnenje; imela je drugačen stil glasbe, drugačne izbire glede mode in bila bolj samozavestna. Za pesmi Ashlee Simpson je značilno, da imajo rock elemente, kot glasba njene sestre. Še posebej v začetku njene slave, je bilo zanjo značilno tudi to, da se je oblačila v obleke s pop in rock pridihom. Njeni nohti so bili pogosto polakirani na črno. Čez čas se je Ashlee Simpson začela oblačiti tako, kot ostale ženske zvezdnice. V marcu 2008 je dejala: »Zdaj se rada oblečem v kaj bolj ženstvenega in to je nekaj, v čemer še nisem bila« ter »Rada bi bila bolj ženstvena in privlačna.« Po mnenju Ashlee Simpson stil pomeni nekaj »mešanega in ujemajočega se.«
Prej je imela Ashlee Simpson svetle lase, kot njena sestra, nato pa se je prebarvala med snemanjem MTV-jeve resničnostne oddaje, po tem, ko je končala s snemanjem serije Sedma nebesa. V novembru leta 2004 je imela krajše lase enake temne barve. Po koncu njene turneje Autobiography v zgodnjem maju 2005 je imela spet svetle lase; blondinka je ostala do januarja 2008, ko si je lase pobarvala na rdeče.
Ima sedem tatujev, vključno z zvezdo na zapestju, dvema češnjama na gležnju, besedo "love" ("ljubezen") na njenem drugem zapestju, številko "3" na zapestju, ki je bila dodana leta 2007 in ogromno rožo potoniko na zapestju, ki je bila dodana zgodaj marca leta 2008.
Ashlee Simpson in njena sestra sta bili tretji največkrat citirani osebi na seznamu modnega kritika Richarda Blackwella, »najslabše oblečene slavne osebnosti leta 2004«. Blackwell se je pošalil, da »od gizdavega do namrgodenega stila in nežive blaznosti, ti dve dokažeta, da je lahko slab okus tudi pozitiven.«
Razmerje Ashlee Simpson z Joshom Hendersonom je trajalo komaj dve leti in bilo prikazano v oddaji The Ashlee Simpson Show. Kmalu za tem je začela hoditi z glasbenikom Ryanom Cabrero. Tudi to razmerje se je pokazalo v oddaji, Ashlee Simpson pa se je pojavila v njegovem videospotu za pesem »On the Way Down« kot njegova simpatija. Par naj bi imel v avgustu leta 2004 krizo zaradi osebnih problemov, vendar sta ostala skupaj do zgodaj leta 2005. Ashlee Simpson je dejala, da še vedno ostajata prijatelja, kljub govoricam, da njej ni všeč, da se je Cabrera preselil skupaj z Liso Origliasso iz dueta The Veronicas.
Ob začetku svoje glasbene kariere je Ashlee Simpson dejala, da ne bo razpravljala o svojem spolnem življenju, za razliko od svoje sestre, ki je o svojem spolnem življenju odkrito govorila vse dokler se ni poročila. »Odločila sem se, da o tem ne bom govorila, ker je to super zasebno,« je o situaciji povedala Ashlee Simpson.
V letu 2005 so se začele širiti govorice, da je Ashlee Simpson začela z razmerjem z Wilmerjem Valderramo, ki je prej hodil z Lindsay Lohan. Njen singl »Boyfriend« naj bi govoril o njunem razmerju, vendar je Ashlee Simpson dejala, da pesem »govori o tem, kako vsako dekle včasih misli, da ji je neka druga punca speljala fanta. Samo norčuje se iz tega.« Valderrama je nazadnje na radijski oddaji Howarda Sterna dejal, da sta se z Ashlee Simpson ljubila in da je bila glasna v postelji, vendar je trdil, da incident ni povezan z njegovim razhodom z Lohanovo. Kasneje tistega leta so se pojavile govorice, da je Ashlee Simpson hodila s stranko Joeja Simpsona, igralcem Chrisom Raabom, najbolje poznanim iz filma Viva La Bam. Okrog istega časa naj bi hodila s pop punk glasbenikom Ianom Erixom. Te govorice je potrjevalo mnogo stvari, vendar naj bi bile napačne sodeč po Erixovem blogu na MySpaceu iz leta 2009. V februarju leta 2006 je v intervjuju za revijo Seventeen povedala, da je hodila s članom njenega banda, Braxtonom Olito in z njim odšla na desetdnevne počitnice na Havaje.
V novembru leta 2005 je eTalk objavil video Ashlee Simpson, kako se je pozno ponoči ustavila v McDonald'su v Torontu, Kanada. Izkazalo se je, da je bila na videu vinjena in se prepirala z uslužbencem ter zavrnila prošnjo drugega uslužbenca za avtogram, ker ji ni želel poljubiti nog. V intervjuju Elle leta 2006 je Ashlee Simpson dejala, da je bila »malce pijana«, uslužbenec, ki jo je prosil za avtogram, pa naj bi jo najprej poklical žaljivo, preden je spoznal, kdo je, potem pa jo je prosil za avtogram. Dejala je, da samo sebe po nesreči prepričuje, naj »odraste«.
V februarju leta 2006 je bila Ashlee Simpson počaščena z nagrado na MTV-jevi oddaji Total Request Live (TRL) v kategoriji za »najboljšega ustvarjalca«. Nagrado naj bi dobila zato, da bi lahko prikrila negativne dogodke iz kariere in lahko izdala še en album.
Ashlee Simpson je imela v aprilu 2006 lepotno operacijo nosu. Ko so jo maja tistega leta po tem povprašali v nekem intervjuju, je Ashlee Simpson tega ni ne potrdila in ne zanikala. V maju 2007 je za intervju z revijo Harper's Bazaar dejala, da ni bila negotova glede njene javne slike in da je bila operacija »osebna izbira«, ki jo lahko izbere samo zase in ne za druge. Joe Simpson je v septembru 2007 v nekem intervjuju o operaciji povedal: »Imela je probleme z dihanjem, ki so jih zdravili.« V marcu 2008 je Ashlee Simpson dejala, da »dokler imajo ljudje en par oči« lahko ugotovi, da je imela operacijo.
V juniju 2007 je reviji Cosmopolitan povedala, da vse od incidenta na Saturday Night Live ni pela na playback. Dejala je tudi, da »je bila nekoliko zatreskana v Christiana Slaterja«, da se v postelji počuti bolj privlačno in da za dobro razmerje ne potrebuješ enkratnega seksa.
Ashlee Simpson se je uvrstila na Blenderjeve lestvico »najprivlačnejših žensk v popu/R&B-ju« v januarju leta 2007. Kasneje je zasedla šestnajsto mesto na Maximovi lestvici »Hot 100«.
Junija 2006 je bilo objavljeno, da Ashlee Simpson resno razmišlja o tem, da bi gola pozirala za Playboy, za kar bi ji plačali 4 milijone $, vendar je ponudbo nazadnje zavrnila.
V novembru 2009 si je Ashlee Simpson-Wentz lase spet pobarvala na rjavo. Njen mož Pete Wentz je povedal, da je to storila zaradi svoje prihajajoče vloge.

### Zakon
Ashlee Simpson se je 18. maja 2008 poročila z basistom in tekstopiscem iz glasbene skupine Fall Out Boy, Peteom Wentzom. Poroka je potekala v rezidenci njenih staršev v Encinu, Kalifornija, kjer je ceramonijo vodil njen oče. Par je bil v javnosti prvič skupaj viden pozno leta 2006; sprva sta razmerje zanikala, kljub temu, da je bilo o tem veliko spektakulacij. V intervjuju z revijo OK! pozno leta 2006 je Ashlee Simpson razmerje zanikala, med tem, ko je Pete Wentz v intervjuju z Ryanom Seacrestom za American Top 40 v živo, ko ga je Seacrest vprašal, če sta s Simpsonovo »skupaj« ali »narazen«, se je Pete zasmejal in dejal, da sta »narazen«. Kasneje pa se je v reviji Rolling Stone pojavila slika Ashlee in Petea v Wentzovem baru Angels & Kings, od takrat dalje pa so ju obravnavali kot »par«. Nazadnje sta priznala razmerje. V sredi leta 2007 je Pete Wentz za revijo InTouch spregovoril o razmerju. O Simpsonovi je povedal: »Še nikoli nisem spoznal osebe, ki bi me pripravila do tega, da bi se počutil tako, kot se počutim ob njej,« kljub temu pa je zanikal govorice o zaroki. Ashlee Simpson je kasneje še za več revij spregovorila o njunem razmerju, vključno za revijo Seventeen v septembru 2007 in za revijo CosmoGIRL! v decembru 2007 in januarju 2008. V marcu 2008 sta Ashlee Simpson in Pete Wentz skupaj vodila prezentacijo nagrade za »najboljšo resničnostno oddajo« na podelitvi nagrad Kids' Choice Awards iz leta 2008.
Par je zaroko oznanil 9. aprila 2008. Ashlee Simpson je že prej nosila prstan, ki mu je rekla »zaobljubni prstan«, ki ga je dobila od Wentza. 14. aprila tistega leta sta reviji Us Weekly in OK! poročali, da je Ashlee Simpson noseča. Pete Wentz je najprej zanikal te govorice preko e-pošte in preko oddaje MTV News, kljub temu pa Ashlee Simpson v intervjuju naslednji dan ni ne potrdila, ne zanikala teh govoric, ker je to po njenem mnenju nekaj, kar »nameravam obdržati zase«, v intervjuju z TRL pa je dejala, da se govorice o njeni nosečnostni širijo že tako dolgo, da »bi že imela dojenčka,« če bi bile resnične. Svoje ime je legalno spremenila iz Simpson v Wentz, službeno pa 
želi biti poznana kot Ashlee Simpson-Wentz.
28. maja 2008 sta Ashlee Simpson in Pete Wentz preko uradne spletne strani glasbene skupine Fall Out Boy potrdila, da pričakujeta svojega prvega otroka. »Med tem, ko so mnogi že razmišljali o tem, sva želela malo počakati, da se vse skupaj poleže, preden dobiva prvega otroka. To je zares najlepši čas v najinem življenju in zelo sva razburjena, ker lahko deliva to srečno novico in začenjava s svojo družino.« Tiste jeseni je Pete Wentz dejal, da sta »90 % prepričana, da je fantek.« 20. novembra 2008 je Ashlee Simpson rodila njunega prvega otroka, ki sta ga poimenovala Bronx Mowgli Wentz.

## Kritike
Jenny Eliscu iz revije Rolling Stone je Ashlee Simpson kritizirala, saj je po njenem mnenju pevka z bolj malo talenta. Kritiki nesrečo na SNL in njen nastop na Orange Bowlu večkrat označujejo za dokaz njihovih trditev.
V sredi leta 2006 je revija Marie Claire objavila intervju z Ashlee Simpson, v katerem je Ashlee Simpson dejala, da "ima Hollywood zelo različen vidik o ženski lepoti" in da je ona sama pravzaprav del skupine nepriviligiranih deklet s šole v Los Angelesu, Green Dot Public School. V času, ko je intervju izšel, je imela Ashlee Simpson lepotno operacijo nosu in nekateri bralci revije Marie Claire so jo zato označili za zahrbtno. Revija je prejela okrog 1.000 jeznih pisem in novi urednik revije je pisma objavil v razširjeni izdaji revije v septembru tistega leta, da bi imeli vsi bralci možnost objaviti svoje pripombe.

## Diskografija

### Albumi
| 2004                                                                        | Autobiography - Izid: 20. julij 2004 - Založba: Geffen (B000291302) - Formati: CD, digitalno     | 1 | 4 | 7 | 8 | 6 | 2 | 4 | 3 | 3 | - ZDA: 4× Platinasta - Kanada: 5× Platinasta - Velika Britanija: Platinasta - AMPF: Platinasta | - Po svetu: 5.000.000 |
| 2005                                                                        | I Am Me - Izid: 18. oktober 2005 - Založba: Geffen (B000543602) - Formati: CD, digitalno         | 1 | 3 | 6 | 4 | 1 | 1 | 1 | 1 | 5 | - ZDA: Platinasta - Kanada: Platinasta                                                         | - Po svetu: 3.000.000 |
| 2008                                                                        | Bittersweet World - Izid: 19. april 2008 - Založba: Geffen (B001023102) - Formati: CD, digitalno | 4 | 4 | 5 | 8 | 1 | 8 | — | — | 5 |                                                                                                |                       |
| "—" pomeni, da se na lestvico album ni uvrstil ali v tisti državi ni izšel. |                                                                                                  |   |   |   |   |   |   |   |   |   |                                                                                                |                       |

### Singli
| 2004                                                                       | »Pieces of Me«                                       | 5   | —  | 4  | 7  | 15 | 26 | 11 | 3  | 10 | 32 | Autobiography     | RIAA: Platinasta ARIA: Zlata |
| 2004                                                                       | »Shadow«                                             | 57  | —  | —  | 31 | 60 | 42 | 30 | —  | —  | —  | Autobiography     |                              |
| 2005                                                                       | »La La«                                              | 86  | —  | 11 | 10 | 46 | 68 | —  | —  | 16 | 11 | Autobiography     | RIAA: Zlata ARIA: Gold       |
| 2005                                                                       | »Boyfriend«                                          | 19  | 99 | 12 | 6  | 45 | 56 | —  | 19 | 13 | 21 | I Am Me           | ARIA: Zlata                  |
| 2005                                                                       | »L.O.V.E.«                                           | 22  | —  | —  | 5  | —  | —  | —  | —  | —  | 12 | I Am Me           | —                            |
| 2006                                                                       | »Invisible«                                          | 21  | —  | —  | —  | —  | —  | —  | —  | —  | —  | Bittersweet World | —                            |
| 2007                                                                       | »Outta My Head (Ay Ya Ya)«                           | 121 | 59 | 24 | 16 | 71 | 30 | —  | —  | 15 | —  | Bittersweet World | —                            |
| 2008                                                                       | »Little Miss Obsessive« (skupaj z Tomom Higgensonom) | 96  | 72 | —  | —  | —  | —  | —  | —  | —  | —  | Bittersweet World | —                            |
| "—" pomeni, da se na lestvico pesem ni uvrstila ali ni izšla v tej državi. |                                                      |     |    |    |    |    |    |    |    |    |    |                   |                              |

#### Ostale pesmi
| Leto | Pesem                  | Dosežki  | Dosežki  | Album             |
| Leto | Pesem                  | U.S. Pop | U.S. Hot | Album             |
| ---- | ---------------------- | -------- | -------- | ----------------- |
| 2005 | »Catch Me When I Fall« | 93       | —        | I Am Me           |
| 2008 | »Boys«                 | —        | 101      | Bittersweet World |

### Videospoti
| Leto | Naslov                     | Režiser         |
| ---- | -------------------------- | --------------- |
| 2004 | »Pieces of Me«             | Stefan Smith    |
| 2004 | »Shadow«                   | Liz Friedlander |
| 2004 | »La La«                    | Joseph Kahn     |
| 2005 | »Undiscovered«             | Meiert Avis     |
| 2005 | »Boyfriend«                | Marc Webb       |
| 2005 | »L.O.V.E.«                 | Diane Martel    |
| 2006 | »Invisible«                | Marc Webb       |
| 2007 | »Outta My Head (Ay Ya Ya)« | Alan Ferguson   |

### Ostalo
| Leto | Pesem                                               | Album                        |
| ---- | --------------------------------------------------- | ---------------------------- |
| 2002 | Christmas Past, Present and Future                  | School's Out! Christmas      |
| 2003 | »Just Let Me Cry«                                   | Odštekani petek              |
| 2004 | »The Little Drummer Boy« (skupaj z Jessico Simpson) | Rejoyce: The Christmas Album |

## Turneje
- 2005: Autobiography Tour
- 2005: I Am Me Tour
- 2006: L.O.V.E. Tour
- 2008: Outta My Head Club Tour

## Filmografija

### Filmi
| Leto | Naslov       | Vloga   | Opombe         |
| ---- | ------------ | ------- | -------------- |
| 2002 | Vroča bejba  | Monique | Manjši pojav   |
| 2005 | Undiscovered | Clea    | Stranska vloga |

### Televizija
| Leto      | Naslov                  | Vloga         | Opombe              |
| --------- | ----------------------- | ------------- | ------------------- |
| 2002–2004 | Sedma nebesa            | Cecilia Smith |                     |
| 2004–2005 | The Ashlee Simpson Show | Herself       | Resničnostna oddaja |
| 2009–2010 | Melrose Place           | Violet Foster |                     |

### Gostovalni pojavi
| Leto | Naslov                     | Vloga                | Opombe                                      |
| ---- | -------------------------- | -------------------- | ------------------------------------------- |
| 2001 | Glavca                     | Dekle s srednje šole | "Reese Cooks" (epizoda 18, sezona 2)        |
| 2009 | Na kraju zločina: New York | Lila Wickfield       | "Point of No Return" (epizoda 18, sezona 5) |

### Teater
| Leto | Naslov  | Vloga      | Opombe       |
| ---- | ------- | ---------- | ------------ |
| 2006 | Chicago | Roxie Hart | London Stage |
| 2009 | Chicago | Roxie Hart | Broadway     |

## Nagrade, ki jih je prejela
| Leto | Organizacija                     | Nagrada                                                           |
| ---- | -------------------------------- | ----------------------------------------------------------------- |
| 2004 | Teen Choice Awards               | Izbira novega obraza Izbira pesmi poletja: »Pieces of Me«         |
| 2004 | Billboard Awards                 | Najboljša nova ženska ustvarjalka leta                            |
| 2005 | MTV Asia Video Music Awards      | Najljubši preboj mednarodnega ustvarjalca                         |
| 2005 | RIAJ Gold Disc Award             | Novi ustvarjalec                                                  |
| 2006 | TRL Awards                       | Najboljši ustvarjalec                                             |
| 2006 | MTV Australia Video Music Awards | Najboljša ženska ustvarjalka Najboljši pop videospot: »Boyfriend« |